# Терлецький Олександр Степанович
Олександр Степанович Терлецький (1911, Станкувате — березень 1942) — радянський офіцер-прикордонник, в роки радянсько-німецької війни лейтенант, начальник прикордонної застави «Форос» Чорноморського прикордонного округу. Пізніше — командир роти 262-го стрілецького полку 184-ї стрілецької дивізії, учасник партизанського руху.

## Біографія
Народився в 1911 році в селі Станкуватому (нині Вільшанського району Кіровоградської області). Отримав шестирічну освіту. У прикордонних військах з 1929 року. Закінчив курси молодших лейтенантів. Напередодні війни служив начальником прикордонної застави «Форос» у Криму.
У листопаді 1941 року, коли нацисти, переслідуючи Приморську армію підходили до Севастополя і вийшли на Південний берег, загін прикордонників під командуванням О. С. Терлецького більше доби стримував моторизований авангард гітлерівців біля Байдарських воріт. Радянські воїни знищили близько ста ворожих солдатів і офіцерів. Прикордонники продовжували бій і коли в живих залишилося всього п'ять чоловік. Вночі групі на чолі з начальником застави вдалося пробитися в ліс і прилучитися до партизанів. Невдовзі Олександр Степанович Терлецький став комісаром Балаклавського партизанського загону, який діяв в районі Байдарської долини. Бійці цього загону здійснювали диверсії на дорогах, передавали захисникам Севастополя відомості, отримані під час розвідки.
У лютому 1942 року, виконуючи чергове завдання, він, пробираючись із радистами через тісні кордони ворога, наскочив на міну. Радисти загинули. Терлецького, тяжко пораненого, захопили нацисти. Ніхто із мешканців навколишніх сіл не видав Терлецького гестапівцям, але знайшовся поліцай, який і повідомив німцям про те, що це той самий Терлецький, колишній начальник застави і партизан.

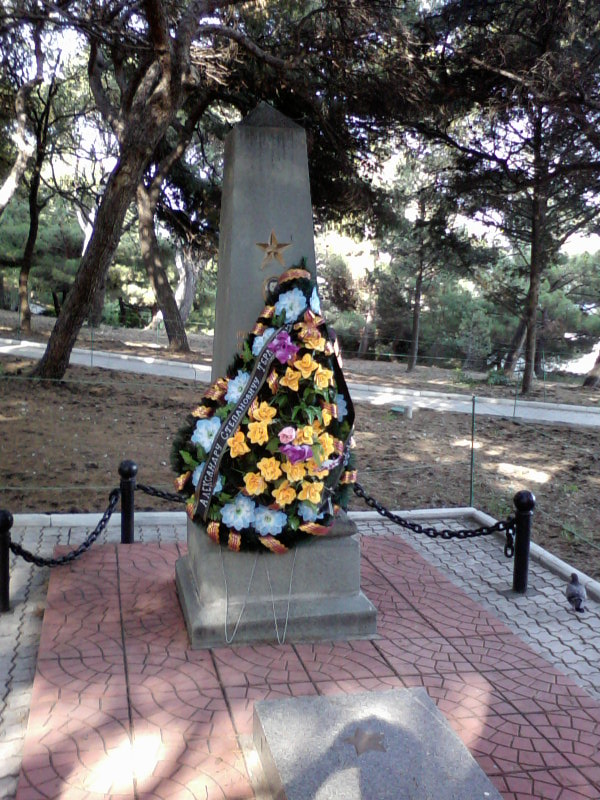
Могила Олександра Терлецького

У березні 1942 року Терлецького стратили. Похований в нижній частині Фороського парку. В 1963 році на могилі встановлено обеліск.
Посмертно нагороджений орденом Вітчизняної війни 1 ступеня, медаллю «За оборону Севастополя» та «За бойові заслуги».

## Пам'ять
30 травня 1958 року Постановою Ради Міністрів СРСР № 576 — 281 ім'я лейтенанта Терлецького О. С. було присвоєно прикордонній заставі «Форос».
Одна з вулиць Форосу носить ім'я Терлецького. Також в Форосі працює пансіонат імені Терлецького.